# Alta Italia
Alta Italia est une localité argentine située dans le département de  Realicó, dans la province de La Pampa. La municipalité comprend également la localité d'Ojeda et sa zone rurale s'étend également sur le département de Trenel. Elle est accessible par la route provinciale 7. Cette ville a été formée par des familles venant de la région de Mariano Miró.

## Toponymie
Elle est due à l'origine des premiers colons qui venaient du Piémont, une région du nord-ouest de l'Italie. Les habitants sont appelés Altaitalienses.

## Démographie
La localité compte 1 350 habitants (Indec, 2010), soit une diminution de 3,8 % par rapport au précédent recensement de 2001 qui comptait 1 300 habitants.